# Ville Matti Steinmann
Ville Matti Steinmann (Hamburg, 8 januari 1995) is een Duits voetballer van Finse afkomst die bij voorkeur als middenvelder speelt. Hij stroomde in 2014 door vanuit de jeugd van Hamburger SV.

## Clubcarrière
Steinmann is een jeugdproduct van Hamburger SV. Op 20 september 2014 debuteerde hij in de Bundesliga tegen Bayern München. Hij mocht na 87 minuten invallen voor Nicolai Müller. Hamburger SV hield Bayern op een 0–0 gelijkspel in de eigen Imtech Arena.

## Interlandcarrière
Steinmann kwam reeds uit voor diverse Duitse nationale jeugdelftallen. Hij behaalde onder meer 10 caps voor Duitsland –16 en drie caps voor Duitsland –17. Hij bezit eveneens een Fins paspoort, waardoor hij ook voor Finland mag uitkomen.